# Travaux, on sait quand ça commence...
Travaux o Travaux, on sait quand ça commence... és una pel·lícula francesa dirigida per Brigitte Roüan, estrenada el 2005.

## Argument
Chantal és advocada especialitzada en la defensa dels estrangers en situació irregular. Per desfer-se de Frankie, un amant una mica massa enganxós, decideix fer una mica de feina a casa seva. Se suposa que un arquitecte colombià s'encarrega de tot. No obstant això, els trastorns resultants són molt més grans del que s'esperava.

## Repartiment
- Carole Bouquet : Chantal Letellier, advocada
- Jean-Pierre Castaldi : Frankie «Pupuce»
- Didier Flamand : Thierry
- Aldo Maccione : Salvatore
- Marie Mouté : Julie
- Françoise Brion : Mamika
- Gisèle Casadesus
- Marcial Di Fonzo Bo : Eduardo, l'arquitecte de Colòmbian
- Éric Laugérias: el cap del servei de seguretat d'una botiga
- Álvaro Llanos: Luis
- Carlos Gasca: Jesús
- Alejandro Piñeros: Pacho
- Lassina Touré: Condé
- Geovanny Tituaña: Betamax
- Shafik Ahmad: Rachid
- Giulia Dussollier: Pulchérie, filla de Chantal
- Ferdinand Chesnais: Martin, fill de Chantal
- Hong Maï Thomas: Lotus
- Sotigui Kouyaté: Songoo
- Bernard Ménez: el comissari
- Rona Hartner: Rona
- Aïssa Maïga: promesa de Condé
- Humbert Balsan: el banquer
- Raphaël Personnaz: el primer bomber
- Jules Dedet: el segon bomber
- Jim-Adhi Limas: Wuchi
- Claude Guyonnet: el primer client del bar
- Hugh Grant: el veí

## Producció
Aquesta pel·lícula tracta d'una manera còmica les dificultats d'integració dels immigrants il·legals que viuen a la immigració a França i, alhora, la incompetència trobada en diverses professions. Va ser aclamat per la crítica, que va descobrir els regals còmics de Carole Bouquet i es va veure tocat per un missatge de tolerància que transmetia malgrat tot el guió.
Després d'un inici relativament bo (184.000 entrades la primera setmana i 120.000 la segona setmana, el nombre d'admissions va continuar baixant fins a arribar a les 15.000 l'última setmana. Taquilla acumulada: 472.000 entrades en 6 setmanes.